# Die Zaubergeige (Operette)
Die Zaubergeige (Originaltitel: Le violoneux) ist eine Operette in einem Aufzug vom Komponisten Jacques Offenbach; für das Libretto zeichneten Antoine Chevalet und Eugène Mestépès verantwortlich. Die Premiere dieses Theaterstücks fand am 31. August 1855 im Théâtre des Bouffes-Parisiens in Paris statt.

## Handlung
Der Schauplatz ist ein typischer Dorfplatz eines kleinen Dorfes in Süddeutschland.
Peter soll zum Militär, und seine einzige Chance, diesem zu entgehen, wäre, einen Stellvertreter zu benennen. Das kostet aber 500 Gulden, die sein reicher und geiziger Onkel nicht hergeben will. Als Peter Rose von seiner Not erzählt, gibt sie ihm den Rat, ihren Vormund, den Dorfgeiger Martin, zu fragen. Das traut sich Peter aber nicht, da er diesen seiner Geigenkünste wegen für einen Zauberer hält.
Der letzte Ausweg, der Peter damit noch bleibt, wäre eine Heirat mit Rose. Als Rose dieses ihrem Vormund erzählte, gibt dieser zu bedenken, dass im schlimmsten Fall dann Rose ihrem Peter als Marketenderin in den Krieg folgen müsse. In Kürze hat  Martin ein Engagement auf dem Schloss, zur Hochzeit des gnädigen Fräuleins. Das will er nutzen, um dort für sein Mündel und deren Bräutigam zu bitten.
Rose sitzt allein in der Stube und betrachtet nachdenklich das Instrument. Da allein mit dieser Geige ihr Lebensunterhalt und der ihres Vormunds gesichert ist, küsst sie die Geige in spontaner Dankbarkeit. In diesem Moment kommt Peter dazu, entreißt ihr abergläubisch die Geige und zerschlägt sie. Als Martin wenig später ohne Hoffnung zurückkommt, findet er beim Aufräumen in den Trümmern seiner Geige einen Brief. Es ist das verschollene Testament seines verstorbenen Bruders und Vaters von Rose, der seiner Tochter 5000 Gulden vermacht. So kann sich Peter von den Soldaten freikaufen und Rose heiraten.

## Aufnahmen
In deutscher Sprache:
- Gunther Ambrosius, Maria Madlen Madsen, Franz Fehringer, Frankfurter Rundfunk-Symphonie-Orchester, 1950

In französischer Sprache:
- Christophe Mortagne, Marie Modeste, Gilles Butin, 1981